# Mediterranea (album Giuni Russo)
Mediterranea è un album di Giuni Russo, pubblicato il 13 aprile 1984 su etichetta CGD.

## Descrizione
Il titolo originalmente dell'album previsto era "Post-moderno" dall'omonimo brano incluso nel precedente album "Vox".
Trainato dal singolo Limonata Cha Cha Cha e dalla stessa Mediterranea, questo album, così come il precedente, costituisce una sorta di compromesso tra la canzonetta estiva e la musica sperimentale.
Alcuni brani si rifanno a pezzi che la cantante ha voluto rielaborare senza però ricadere nel déjà vu: Limonata Cha Cha Cha, tratto da Cha Cha Cha della segretaria di Michelino; Aprite le finestre, rielaborazione di un vecchio successo cantato da Franca Raimondi; ed infine Keiko, tratto da Incacho (brano di Yma Sumac);.
Come per l'album precedente, Mario Luzzatto Fegiz scrive sotto lo pseudonimo di "Faffner" il testo di un brano, Una sera molto strana.
In alcune canzoni compare tra gli autori del testo un certo Tripoli, da molti scambiato erroneamente come pseudonimo di Battiato; in realtà si tratta di Beppe Tripoli, truccatore e amico di Giuni.
Il brano Amore speciale, scritto da Giuni, Maria Antonietta Sisini e da Beppe Tripoli era inizialmente destinato all'album, ma venne successivamente escluso.
Amore speciale resterà inedito fino al 2003, anno in cui uscirà nella raccolta Demo de midi. La canzone, dallo stile raffinato, mette in luce le potenti doti vocali della cantante. All'interno del testo viene citata la città di Danzica, famosa per la sua lunga e articolata storia.
Il 17 aprile 2012 la "Rhino Records" pubblica, in un cofanetto digipack, le ristampe digitali di Vox (1983) e Mediterranea (1984).

## Tracce
1. Mediterranea (testo: Giuni Russo – musica: Maria Antonietta Sisini)
2. Limonata Cha Cha Cha (testo: Giuni Russo, Tripoli – musica: Maria Antonietta Sisini)
3. Aprite le finestre (testo: Giuni Russo – musica: Maria Antonietta Sisini)
4. Demenzial song (testo: Giuni Russo – musica: Maria Antonietta Sisini)
5. Una sera molto strana (testo: Faffner – musica: Giuni Russo, Maria Antonietta Sisini)
6. Le contrade di Madrid (testo: Giuni Russo, Tripoli – musica: Giuni Russo, Maria Antonietta Sisini)
7. Babilonia (testo: Giuni Russo, Tripoli – musica: Giuni Russo, Maria Antonietta Sisini)
8. Ciao (testo: Giuni Russo – musica: Maria Antonietta Sisini)
9. Champs-Élysées (testo: A.Maggi – musica: Mino Di Martino)
10. Keiko (testo: Giuni Russo – musica: Maria Antonietta Sisini)

### Singolo estratto
- Mediterranea/Limonata Cha Cha Cha

## Formazione
- Giuni Russo – voce
- Filippo Destrieri – sintetizzatore
- Julius Farmer – basso
- Alessandro Centofanti – tastiera
- Paolo Donnarumma – basso
- Lele Melotti – batteria
- Alberto Radius – chitarra
- George Aghedo – congas